# Olivia Buckinghamová
Olivia Croucher Buckinghamová (nepřechýleně Olivia Buckingham; * 1990) je britská socialistka narozená v Hongkongu, redaktorka časopisu a bývalá fotografka. Je redaktorkou pro Hong Kong Talter a Thailand Tatler.

## Životopis
Buckinghamová se narodila v Hongkongu v roce 1990. Její rodina žije v Hongkongu po čtyři generace. Její pradědeček z matčiny strany byl filantrop a obchodník Noel Croucher.
Nastoupila na Heathfield School v Ascotu a studovala fotografii na London School of Fine Arts.

## Kariéra
Buckinghamová pracovala jako portrétní a krajinářská fotografka a její první výstava se uskutečnila v China Tang v Londýně. Později začala pracovat pro firmu pro styk s veřejností, ale práci s veřejností opustila a stala se módní stylistkou. Buckinghamová je přispívající redaktorkou do Hong Kong Tatler a Thajska Tatler. V roce 2019 se spojila s Lady Emily Compton na vydání kolekce šperků s názvem RockChic. Spolupracovala také s Lady Emily na spuštění stylingové služby Emily & Olivia.